# Kojenîkî, Bila Țerkva
Kojenîkî (în ucraineană Коженики) este localitatea de reședință a comunei Kojenîkî din raionul Bila Țerkva, regiunea Kiev, Ucraina.

## Demografie
Componența lingvistică a localității Kojenîkî
     Ucraineană (96,88%)
     Rusă (2,6%)
     Alte limbi (0,52%)
Conform recensământului din 2001, majoritatea populației localității Kojenîkî era vorbitoare de ucraineană (96,88%), existând în minoritate și vorbitori de rusă (2,6%).